# Katholieke Universiteit Leuven Campus Brugge
KU Leuven Campus Brugge is een universiteitscampus van de Katholieke Universiteit Leuven in Brugge.

## Geschiedenis

### Van KHBO naar Kulab
In de jaren negentig ontstond de Katholieke Hogeschool Brugge-Oostende uit een fusie van één Oostendse en drie Brugse hogescholen. In 2013 werd de KHBO gesplitst. De professionele bacheloropleidingen gingen naar de nieuwe Katholieke Hogeschool Vives, terwijl de academische opleidingen door de KU Leuven georganiseerd zouden worden. De universitaire opleidingen in Brugge en Oostende werden in het academiejaar 2013-2014 onder de naam "Kulab" samengebracht, maar na één academiejaar werd die naam al opgeborgen en werd gesproken over de KU Leuven Technologiecampus Oostende en KU Leuven Campus Brugge. De opleidingen bleven doorgaan op de campussen van Vives.

#### Naam
De naam Kulab verwees naar de andere West-Vlaamse campus Kulak in Kortrijk en naar de aanwezigheid van laboratoria voor de opleidingen Industriële Ingenieurswetenschappen. De "b" verwijst ook naar Brugge, waar de "k" bij de Kulak oorspronkelijk naar Kortrijk verwees.

### Verhuizing van Oostende naar Brugge

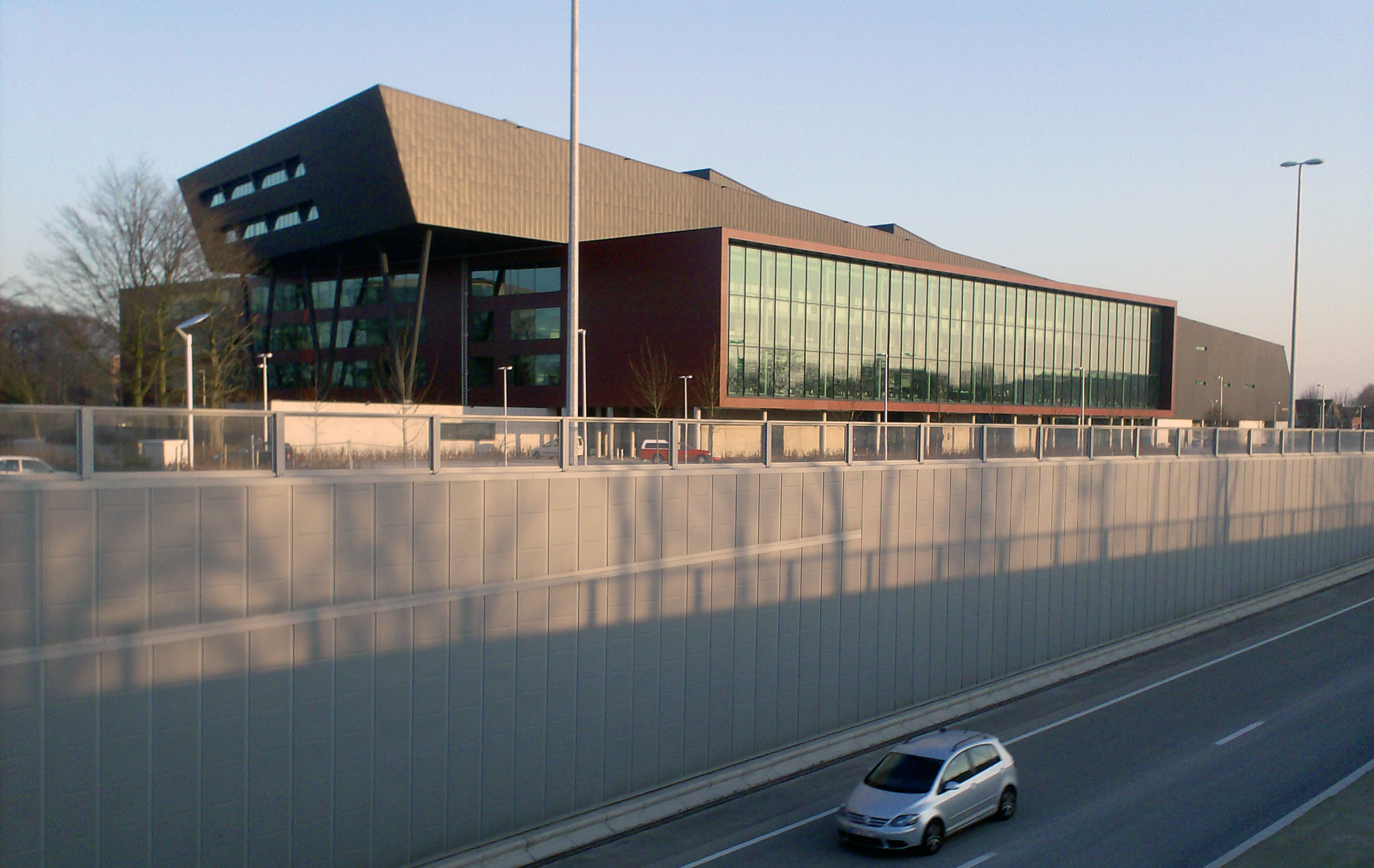
De Vives-campus aan de N31 in Sint-Michiels, Brugge.

Tot 2017 werden opleidingen in de Industriële Ingenieurswetenschappen nog gegeven op de campus van Hogeschool Vives (voormalige KHBO) in Oostende. De laboratoria en het departement Revalidatiewetenschappen waren (al) gehuisvest op de VIVES Campus Brugge, gelegen langs de Expresweg N31 in Sint-Michiels (Brugge). Sinds september 2017 zijn alle universitaire opleidingen van de KU Leuven in Oostende en Brugge op de nieuwe campus in Brugge georganiseerd. Deze campus, aan het station van Brugge, werd op 16 juni 2017 ingehuldigd en is sinds september 2017 in gebruik.

## Samenwerking met Kulak
Het management van de KU Leuven Campus Brugge is geïntegreerd met dat van de andere West-Vlaamse campus van de KU Leuven in Kortrijk (Kulak). De beide campussen hebben één campusrector (een vicerector van de KU Leuven) en lid van de academische raad, geleid door de rector van de KU Leuven. De campusrector en het bestuurscomité van beide campussen zetten voor de KU Leuven de koers van de universitaire opleidingen in West-Vlaanderen uit.